# 裸の大将放浪記
『裸の大将放浪記』（はだかのたいしょうほうろうき）は、画家の山下清をモデルに描いたフィクションの人情コメディドラマ。
（本記事では便宜上、芦屋雁之助主演のシリーズを「雁之助版」、塚地武雅主演のシリーズを「塚地版」と表記する。）

## 概要

### 芦屋雁之助版
1980年から1997年にかけて制作：東阪企画・関西テレビ、フジテレビ系列の『花王名人劇場』→『花王ファミリースペシャル』のシリーズとして放映した。芦屋雁之助の主演でその後の代表作となった。『名人劇場』の中期 - 『ファミスぺ』の時代はタイトルから「放浪記」が削られ、『裸の大将』として放送したこともあった。作品は『裸の大将放浪記』との題名だった前期（1980年 - 1983年）と、『裸の大将』のみになった後期（1984年 - 1997年）に大きく分けられる。
『花王名人劇場』は当初、漫才ブームの揺籃としての役割が大きかったが、それが下火になるとともに『裸の大将』の存在感が増していった。番組プロデューサー澤田隆治は、このドラマシリーズによって『名人劇場』後半の5年が存続できたと著書に記している。
もともとは1964年、雁之助が花登筺と袂を分かち、弟・小雁らと旗揚げした劇団「喜劇座」で初演した舞台『裸の大将放浪記』（脚本：藤本義一）がベースになっている。当時、劇団の座付き作家だった藤本が、雁之助の風貌が山下清によく似ていることを指摘し、それをヒントに雁之助を清役に1本の舞台劇に仕上げ、上演したところ評判となった。1969年に喜劇座は解散となったが、人気の演目だった。ちなみに1980年6月1日放送の第1作『爆笑メルヘン・裸の大将放浪記』では原作表記以外に「原案：藤本義一」とのクレジットが入っている（ドラマの脚本は中村勝行）。
雁之助版は前期と後期に分けられているが、これは主演の雁之助が「50代になって裸になるのはしんどい」と言って降板を申し入れたのを機に、1983年6月の13回目で一旦終了し、ストーリー上でも清が亡くなるところで前期が終わる。
その後、「名人劇場」では雁之助主演で、淡路島で肛門科を開業する医師を主人公にした「落書きドクトル繁盛記」をスタートさせ、1983年10月から翌1984年9月まで5作を制作したが、同じ放送枠での山下清役からの転身は視聴者の違和感を呼ぶ一方、「裸の大将」の続編が待望された。こうした熱い要望を受け、翌1984年10月に復活した。13回目で死亡した前期とはストーリーは完全に区切り、後期の初回では既に清が天才画家として有名になったところから始まる。

#### 完結
1996年9月22日に『花王ファミリースペシャル』が終了。これに伴い、日曜21時枠から撤退。以降の1回目は同年12月29日放送で最終回は1997年1月2日の放送である。最終回の内容は放浪癖をやめて、八幡学園に戻ったところで終わり、1980年6月の開始から17年にわたる物語が完結した。その後、2004年4月7日に、主演である芦屋雁之助が死去した。

### 塚地武雅版
2007年9月1日、『土曜プレミアム』枠で、山下清役に映画『間宮兄弟』で役者としても認知され始めたお笑いコンビ・ドランクドラゴンの塚地武雅を起用して10年ぶりに復活した。『裸の大将〜放浪の虫が動き出したので〜』として放送した（ビデオリサーチ社が調査した関東地区の平均視聴率は、18.4%）。2008年5月24日には、第2弾『裸の大将〜宮崎の鬼が笑うので〜』が放送した（ビデオリサーチ社が調査した関東地区の平均視聴率は11.2%）。雁之助版と違い、制作担当（配信）局はフジネットワーク（FNS）準キー局の関西テレビからFNSキー局のフジテレビに変更され、映像はハイビジョン制作、音声はステレオ放送、字幕放送・番組連動データ放送（2007年のみ）が実施された（字幕放送とデータ放送は『土曜プレミアム』の枠そのものが対応している）。雁之助版と同様なのは、著作が東阪企画であることと、主題歌も前作と同じくダ・カーポの「野に咲く花のように」を使用すること、劇中音楽も小林亜星が引き続き担当することである。また、2010年4月11日放送の『わが家の歴史』にも塚地は山下清役で出演した。

## ストーリー
八幡学園の利用者・清があてのない放浪の旅に出て、出会った先々の問題を貼り絵と飾りげのない純朴な人柄を活かして和解・解決に導いていく。作品初期から中期は清は線路を歩いて移動することが多い。
第1回目は、清がまだ無名のまま放浪を続ける「戦時中」から描かれ、終戦を経て「放浪の天才画家」として有名になるまでが描かれた。また、清は旅の最後にその街の風景の貼り絵を仕上げ、その絵と名前によって彼が放浪の画家「山下清画伯」であるという肩書きが露見して、皆がちやほやしだすとこっそりと街から姿を消し、次なる旅に出てしまう。ほぼ毎回このようなあらすじであったが、マンネリ化は否めず、1990年代に入ると清が幽霊や、宇宙人と会うという奇想天外なストーリー（第57回）、盲導犬をテーマとしたストーリーも制作された。

## ドラマと実在の山下清との相違
このドラマは、山下清という実在の人物をモデルにし、ドラマティックな展開を考慮した上で脚色されたフィクションであり、ドラマ化に際し、実在の山下とは異なるオリジナルの設定がある。ドラマでは毎回、清が旅先で貼り絵を作成することが決まりごとになっているが、実際の山下清は放浪する際、仕事の依頼があったとき以外は画材道具やスケッチブックは持参しておらず、八幡学園に帰ってきた時に、旅して見てきた風景を思い出して描いていた。また、その貼り絵も自発的に作成するのではなく、施設のスタッフ（当時は「指導員」）に促されてからしか作業しなかったと言う。
服装は作中ではランニングにズボンだが実際には身だしなみに気を使う人で、画家が被るものだとしてベレー帽を愛用していた。
本作に登場し、山下清が実際に指導を受けていた知的障害児施設（開設当時は救護法下の救護施設）「八幡学園」は、千葉県市川市に実在する。なお、塚地版では施設名が「市幡学園」（架空の名称）に変更されている。

## 清の出で立ち
清は「ルンペン」として扱われ、短く刈り込んだ坊主頭にランニングシャツに半ズボン、リュックに傘、スケッチブックを抱えているという出で立ちである。冬には袢天を着ることもある。
八幡学園に連れ戻されたシーンでは、スーツにベレー帽といった服を着せられて、いっぱしの画家の出で立ちにさせられて管理されていることを暗示している。第22回では、パチンコ屋に出入するガラの悪い客を追っ払うため、店主（演者：ケーシー高峰）に請われて暴力団風の出で立ちにさせられた。

## 食事
清はおむすびが好物で、たずね行く街で「お母さんに死ぬ間際に『おなかがすいたら出会った人たちからおむすびをもらって食べるように』言われた」といって人々から施しを受ける。しかしこれは言い逃れるための嘘で、ドラマまたは史実も含め、当時清の母は健在であり、清の最期も看取っている。
また清を演じた芦屋雁之助は、晩年は糖尿病のため食事制限が必要だったが、演技上おむすびを何度も口にしなくてはならず、苦労した。さらにドラマのイメージが強かったため、ファンからもおむすびの差し入れが多くあった。ファンに気を使って、目の前で無理をして食べてみせることもあったという。
塚地版は「おむすび」という呼び方ではなく、「おにぎり」に変更されている。

## みどころ
画家・山下清をモデルとした作品のため、清が旅先で仕上げる『貼り絵』（あるいは、ちぎり絵）作品も、実際の山下作品に合わせて、その作風や制作手法、構図などが設定されている（花火のある夜景など）。
通常のドラマ作品よりもスローモーションや逆再生・早回し、映像合成などの映像加工や効果音を取り入れている。
ちなみに、第50話（1991年10月6日放送）では「第50回記念」として、当時試験放送段階だったハイビジョンで収録され、レターボックス方式で放送された。
マドンナには若手女優が多く起用され、出演する事は女優の登竜門とされた。

## ロケ
日本各地でロケーションを行い、それぞれゲスト演者が登場しストーリーが展開される。各回メインのヒロインが設定されている。また、その土地土地で地元の住民が、エキストラという形で出演している。時代考証については比較的おおらか・曖昧で、メインのゲスト俳優たちが高度経済成長期の1950年代後半 - 1970年代前半（昭和30年 - 昭和40年代）のいでたちであるのに、エキストラである町の人々は現代（1980年代 - 2000年代（昭和55年 - 平成21年））の服装だったり、テレビや冷蔵庫と言った家電製品や自動車も放映当時の最新型が置いてあったりということがあった。実際に行われている地方の祭りや催事をロケーションすることが多かった。
作中には、清が蒸気機関車から追われるシーンや線路を歩くシーンが多々あった。そのため雁之助版、塚地版ともに、蒸気機関車を多く動態保存している大井川鐵道でロケが多く行われた。

## 登場人物（芦屋雁之助版）
1980年〜1997年・全83話（前期の『裸の大将放浪記（1980年〜1983年）』と後期の『裸の大将（1984年〜1997年）』時も含める）
第13話「ボクは富士山に登るので」（前期の最終話・1983年）
第83話「清オーレ！最後の放浪」（後期の最終話1997年）
- 清（山下清）：芦屋雁之助[5]
  - 今作の主人公。実在した画家の山下清がモデル。
- 米川ヨメ子（八幡学園の女生徒）：高見知佳
  - 前期に登場。八幡学園の卒業生であり職員。清に想いを寄せていて、清のお嫁になると公言。ヨメ子という名を聞き間違えられてお嫁さんだと町の人に誤解される。前期の終盤で透け透けの水着を着用したことがある。最期は白血病で倒れ、清らに看取られて息を引き取る。前期最終話ラストシーンでは、死去した清と雲の上で再会し、いっしょにおむすびを食べる。
- 八幡学園の園長先生：森繁久彌
  - ヨメ子を伴い、清を連れ戻しにやってくる。清に逃げおおせられる場合と、清を無事連れ戻す場合がある（前期・後期の両方に登場している数少ないキャラクター）。山下清が在籍していた当時の八幡学園に勤務していた園長がモデル。
- 馬宮先生：山本學
  - 前期第1話で登場した八幡学園の主任。清が挙動不審でお巡りさんに捕まった時に清を連れて帰り、清に貼り絵を教える。その後、病気で倒れ、清と母に看取られ清に「お前は裸の大将だ」と言い残して息を引き取った。このときに清は「先生がお巡りさんから僕を守ってくれた。今度は僕が死神から先生を守るんだ」という趣旨の発言をして、「死」の影から先生を身を挺して守ろうとしていた。
- お巡りさん
  - 清の天敵。必ず清を怪しいルンペンと見咎めて職務質問しようとするが、大抵は逃げられる。たびたび追いかけられるため、清は一度も悪事を働いたこともないのにお巡りさんを恐れている。また、八幡学園に連絡されて放浪の旅が終わるのを本能的に恐れているともいえる。
- 山下絹（清の母）：日高澄子、大路三千緒、千石規子など
  - 清の母。ヨメ子と一緒に清を連れ戻しに行ったこともあった。清が旅先で施しを乞う際「お母さんは死んだ」と必ず言うが、情で訴えるための清の作り話で、ドラマ上でも史実でも清が亡くなるまで母は存命であった。前期と後期とでは役者が異なっている。山下清の母がモデル。
- 詐欺師・小宮一平：横山やすし
  - ニセモノの宝石を売ったりしながら全国をまわっている。清のことをニセモノと思っており、清を利用して悪事をはたらく。後期に出演。また横山やすしは、前期の第5話でも「二条駅」の駅員役で出演していた。同じような役柄で由利徹も何話か出演していた。
- 大場先生：中条静夫
  - 後期に出演。日本の有名な教授であり、あらゆる名所に出かける際に清に同行を勧める。精神病理学者・式場隆三郎がモデルである。

### 放送日程
| 話数             | 放送日          | サブタイトル                                                 | ロケ地                                                             | 脚本                | 演出       | ゲスト |
| ---------------- | --------------- | ------------------------------------------------------------ | ------------------------------------------------------------------ | ------------------- | ---------- | --- |
| 1（前期開始）    | 1980年 6月1日   | 爆笑メルヘン・裸の大将放浪記                                 | 静岡県                                                             | 中村勝行            | 松本明     | 原田美枝子、山本學、藤木悠、ケーシー高峰、丹阿弥谷津子、佐野浅夫、毒蝮三太夫、岩城徳栄、矢田耕司、相原巨典、木村修、日高澄子、多々良純、中山剣吾                               |
| 2                | 8月3日          | 欲張りの人も沢山いるので                                     | 静岡県                                                             | 山田隆之            | 松本明     | 大谷直子、山田吾一、ケーシー高峰、安部徹、西村晃、田畑猛雄、亀石征一郎、佐藤蛾次郎、車だん吉、横山あきお、深見博、村瀬正彦                                                     |
| 3                | 9月21日         | 人の心は顔ではわからないので                                 | 静岡県                                                             | 山田隆之            | 松本明     | 宇津宮雅代、中条きよし、ケーシー高峰、小坂一也、沼田曜一、加藤嘉、住吉正博、大泉滉、日高澄子、浜部珠美                                                                         |
| 4                | 1981年 1月18日  | 悪いことをすると虫になるので                                 | 静岡県                                                             | 山田隆之            | 松本明     | 荒木由美子、伊藤孝雄、岸部一徳、宝生あやこ、小林亜星、江幡高志、岡部正純、きくち英一                                                                                           |
| 5                | 5月3日          | 人の口は恐ろしいので                                         | 京都府                                                             | 山田隆之            | 松本明     | 石川優子、萬代峰子、芦屋小雁、桂朝丸、花紀京、明石家さんま、田畑猛雄、下元年世、志賀勝、津川雅彦、横山やすし                                                                   |
| 6                | 8月2日          | 嘘をつくと舌をぬかれるので                                   | 鹿児島県鹿児島市                                                   | 山田隆之            | 松本明     | 伊藤蘭、ケーシー高峰、白川和子、中田カウス・ボタン、渡辺文雄、人見きよし |
| 7                | 10月18日        | 青い眼の涙だったので                                         | パリ                                                               | 山田隆之            | 松本明     | エルザ、米倉斉加年、岡崎二朗 |
| 8                | 1982年 1月10日  | ヨメ子が嫁になりたがるので                                   |                                                                    | 山田隆之            | 松本明     | 高見知佳、岡本信人、左右田一平、正司花江、長谷川明男、森繁久彌 |
| 9                | 5月30日         | ロバが笑ったので                                             |                                                                    | 山田隆之            | 松本明     | 高見知佳、加賀まりこ、蝦名由紀子（子役）、関敬六、三木のり平、金子正次、玉木潤（子役）                                                                                         |
| 10               | 11月21日        | 天狗の鼻は高いので                                           |                                                                    | 山田隆之            | 松本明     | 高見知佳、浅茅陽子、三浦洋一、菅井きん、夢路いとし、マキノ雅裕、レツゴー三匹、須永克彦                                                                                         |
| 11               | 1983年 2月6日   | 別れが悲しかったので                                         | 青森県上北郡七戸町                                                 | 山田隆之            | 松本明     | 高見知佳、佐藤允、榊原るみ、大路三千緒、朝丘雪路、植村喜八郎、剛たつひと |
| 12               | 5月1日          | ヨメ子は天女になったので                                     |                                                                    | 山田隆之            | 松本明     | 高見知佳、叶和貴子、藤岡重慶、花沢徳衛、山田五十鈴、佐竹明夫、秋山武史、加瀬慎一、信田倫克                                                                                     |
| 13（前期最終話） | 7月10日         | ボクは富士山に登るので                                       |                                                                    | 山田隆之            | 松本明     | 高見知佳、犬塚弘、喜味こいし、日高澄子、森繁久彌、高城淳一、丹古母鬼馬二 |
| 14（後期開始）   | 1984年 10月14日 | 帰ってきた裸の大将放浪記                                     |                                                                    | 高岡尚平            | 高橋繁男   | 斉藤とも子、千石規子、下條正巳、清川虹子、斉藤ゆう子、長門裕之、人見きよし、浦辺粂子、南部寅太、たこ八郎、岩城力也、団巌、日向明子、名代杏子、玉城るみ子、大川直子、小甲登枝恵 |
| 15               | 1985年 3月24日  | 花が咲いたので                                               | 東京都西多摩郡五日市町(現：あきる野市)                             | 関根俊夫 小林俊一   | 小林俊一   | 和由布子、間下このみ、岩本多代、佐藤蛾次郎、市川千恵子、武岡淳一、谷幹一、松村達雄、麻生かおり                                                                                 |
| 16               | 8月18日         | 待ってました!!裸の大将 キヨシのおむすび縁むすび              | 長野県木曽郡楢川村(現：塩尻市)                                     | 関根俊夫            | 小林俊一   | 森下愛子、野村昭子、出光元、なべおさみ、本間優二、伊藤克信、新井量大、渡辺康子、名古屋章                                                                                       |
| 17               | 10月27日        | やって来ました！裸の大将 清のメルヘン旅芝居                  | 佐賀県武雄市                                                       | 関根俊夫            | 北嶋隆     | 大場久美子、田所完一、森川正太、でんでん、恩田恵美子、永森ひろみ、吉田光希、西村淳二、安部潮、内藤武敏                                                                         |
| 18               | 1986年 3月9日   | 尾道坂道春の雪                                               | 広島県尾道市                                                       | 高橋玄洋            | 北嶋隆     | 星野知子、山之内滋美、せんだみつお、ケーシー高峰、鈴木光枝、伊沢一郎、日高澄子                                                                                                 |
| 19               | 8月17日         | 清とお化けと夏祭り                                           | 埼玉県秩父市                                                       | 高橋玄洋 高村美智子 | 北嶋隆     | 萩尾みどり、かたせ梨乃、奥村公延、尾藤イサオ、菅井きん、きくち英一、佐藤仁哉、芦屋小雁、小鹿番、安達美加                                                                       |
| 20               | 10月26日        | 清の秩父路オニ退治                                           | 埼玉県秩父市                                                       | 高橋玄洋 高村美智子 | 北嶋隆     | 遥くらら、藤岡重慶、北見治一、三崎千恵子、小島三児、山崎猛、北見治一 |
| 21               | 1987年 1月18日  | 清と少女とペテン師と                                         | 奈良県吉野郡十津川村                                               | 杉村升              | 北嶋隆     | 藤田弓子、会沢朋子、荒井注、横山やすし、芦屋雁平、西部里菜、田畑猛雄 |
| 22               | 5月24日         | 清と赤い自転車                                               | 静岡県榛原郡本川根町(現：川根本町)                                 | 関本郁夫            | 杉村六郎   | 有森也実、浅利香津代、犬塚弘、久保田篤、西部里菜、佐野浅夫、横山やすし、新村礼子、小園蓉子、谷崎弘一、ケーシー高峰                                                             |
| 23               | 7月12日         | 清と島の花嫁さん                                             | 東京都八丈町                                                       | 杉村升              | 小野田嘉幹 | 杉田かおる、宝生あやこ、鶴見辰吾、山之内重美、神山繁、ダ・カーポ |
| 24               | 10月4日         | 清のどさんこ母恋道中                                         | 北海道虻田郡虻田町(現：洞爺湖町)                                   | 杉村升              | 小野田嘉幹 | 美保純、新藤恵美、高津住男、長門勇、大和田獏、草野大悟、小鹿番、志賀圭二郎 |
| 25               | 1988年 2月14日  | 清・北の国のキューピッド                                     | 北海道積丹郡積丹町                                                 | 松木ひろし          | 杉村六郎   | 紺野美紗子、赤塚真人、あき竹城、安部徹、井川比佐志、早崎文司、砂塚秀夫、ビートきよし、アゴ勇                                                                                   |
| 26               | 4月17日         | 清の沖縄ほうろう記                                           | 沖縄県国頭郡国頭村・東村                                           | 松木ひろし          | 杉村六郎   | 浅野ゆう子、沖田浩之、網浜直子、新田純一、前田吟、赤座美代子、藤岡重慶 |
| 27               | 6月12日         | 清のくれた幸せの星砂                                         | 鹿児島県大島郡与論町                                               | 杉村升              | 杉村六郎   | 松本典子、高部知子、東八郎、名古屋章、中条きよし、樋田慶子 |
| 28               | 7月24日         | 清と伊豆の踊り子たち                                         | 静岡県田方郡天城湯ケ島町(現：伊豆市)                               | 高岡尚平 米田いずみ | 小野田嘉幹 | 高木美保、浅野愛子、金田賢一、三ツ矢歌子、乙羽信子、芦屋小雁 |
| 29               | 9月4日          | 清と雲とひまわりと                                           | 静岡県賀茂郡西伊豆町                                               | 高村美智子          | 藤井克彦   | 秋野暢子、西部里菜、竹中直人、あき竹城、由利徹、龍虎、平野稔、安部潮 |
| 30               | 10月23日        | 園長先生ゴメンなさい                                         | 岐阜県郡上郡八幡町(現：郡上市)                                     | 松木ひろし          | 小野田嘉幹 | 原日出子、織本順吉、左とん平、藤岡琢也、森繁久彌、速水亮、此島愛子、花王おさむ、伊藤幸子                                                                                       |
| 31               | 1989年 1月15日  | 下駄の鳴る丘                                                 | 静岡県引佐郡三ヶ日町(現：浜松市浜名区)                             | 古長直美            | 佐藤敏弘   | 大沢逸美、花沢徳衛、林美智子、桜井センリ、片桐はいり、斉藤清六、佐渡稔、山崎満                                                                                                 |
| 32               | 3月26日         | 清の雪ん子ドサン娘物語                                       | 北海道茅部郡森町                                                   | 杉村升              | 小野田嘉幹 | 長山洋子、竹内力、地井武男、垂水悟郎、坂本あきら、佐藤英夫、多田幸雄、立原博                                                                                                   |
| 33               | 6月4日          | 清の三泊四日五島の旅                                         | 長崎県福江市(現：五島市)                                           | 高村美智子          | 佐藤敏弘   | 古村比呂、黒田アーサー、原ひさ子、坂上二郎、児島美ゆき |
| 34               | 7月9日          | 天からマリアが降ってきた                                     | 長崎県長崎市                                                       | 高岡尚平 米田いずみ | 小野田嘉幹 | 工藤夕貴、浅利香津代、由利徹、浜村純、奈良岡朋子 |
| 35               | 8月27日         | 蛍の里エレジー                                               | 兵庫県出石郡出石町(現：豊岡市)                                     | 古長直美            | 佐藤敏弘   | 中嶋朋子、山田吾一、玉川良一、樹木希林、東千代之介、露原千草、ナポレオンズ、村﨑太郎                                                                                           |
| 36               | 10月8日         | 清のさよなら鞆ノ浦                                           | 広島県福山市                                                       | 高岡尚平 米田いずみ | 関本郁夫   | 日色ともゑ、小栗一也、竜雷太、芦屋雁平、森若里子、鳥海里江 |
| 37               | 12月3日         | 清の湯けむり奮戦記                                           | 秋田県仙北郡田沢湖町(現：仙北市)                                   | 杉村升              | 佐藤敏弘   | 平淑恵、横光克彦、角野卓造、山岡久乃、なべおさみ |
| 38               | 1990年 1月7日   | 清と花嫁の父                                                 | 静岡県榛原郡本川根町(現：川根本町)                                 | 松木ひろし          | 佐藤敏弘   | 大西結花、風見しんご、楠トシエ、北村和夫、梅津栄 |
| 39               | 3月18日         | 清とおふくろの味 宮古島編                                    | 沖縄県平良市・宮古郡城辺町・伊良部町・下地町・上野村(現：宮古島市) | 杉村升              | 佐藤敏弘   | 芳本美代子、西岡徳馬、赤木春恵、小島三児、趙方豪、田畑猛雄 |
| 40               | 7月1日          | 清と夢のチューリップ                                         | オランダ                                                           | 高村美智子          | 小野田嘉幹 | 根岸季衣、西部里菜、勝野洋、風見章子 |
| 41               | 7月8日          | 遠い国ニッポン                                               | オランダ                                                           | 高村美智子          | 小野田嘉幹 | 多岐川裕美、花上晃、左とん平 |
| 42               | 8月26日         | 清と老人と海と                                               | 岡山県倉敷市                                                       | 杉村升              | 佐藤敏弘   | 小川範子、松本留美、春川ますみ、花沢徳衛 |
| 43（SP）         | 10月7日         | 清がサーカスにやってきた                                     | 秋田県鹿角市                                                       | 松木ひろし          | 佐藤敏弘   | 渡辺典子、石野陽子、竹内力、谷村昌彦、佐野浅夫 |
| 44               | 11月18日        | 清とベンガラの花嫁                                           | 岡山県川上郡成羽町(現：高梁市)                                     | 松木ひろし          | 佐藤敏弘   | 香坂未幸、友里千賀子、ベンガル、橋本功、野際陽子、安部潮、野呂瀬初美、市川浩、杉谷なつみ、高山尚子、本名陽子、高城淳一                                                         |
| 45               | 12月16日        | 清の「カラスなぜ啼くの…」                                    | 長野県埴科郡戸倉町・更級郡上山田町(現：千曲市)                     | 高岡尚平 米田いずみ | 佐藤敏弘   | 野川由美子、佐藤英夫、下條正巳、蟹江敬三、池田貴尉（子役） |
| 46               | 1991年 1月6日   | 清と獅子舞てんてこ舞                                         | 静岡県戸田村(現：沼津市)                                           | 関本郁夫            | 小野田嘉幹 | 藤吉久美子、尾藤イサオ、夢路いとし、喜味こいし、梅津栄、白川和子、柴俊夫 |
| 47（SP）         | 4月7日          | 清の放浪・旅芝居                                             | 千葉県千倉町(現：南房総市)                                         | 松木ひろし          | 佐藤敏弘   | 西村知美、宮川一朗太、ハナ肇、坂上二郎、なべおさみ |
| 48               | 5月26日         | 二人の清と婆ちゃんと                                         | 静岡県榛原郡本川根町(現：川根本町)                                 | 鶴島光重            | 小野田嘉幹 | 浅田美代子、伊藤美奈子、芦屋小雁、穂積隆信、前田吟、菅井きん |
| 49               | 8月4日          | 僕にはお化けが見えるので                                     | 長野県大町市                                                       | 保利吉紀 小川基之   | 小川基之   | 立花理佐、南田洋子、下川辰平、鈴木ヒロミツ |
| 50               | 10月6日         | 清のテルテル坊主 石和編                                      | 山梨県東八代郡石和町(現：笛吹市)・甲府市                           | 山田隆之            | 松本明     | あいはら友子、大和田獏、穂積隆信、峰竜太、松居一代、宮尾すすむ、日野陽仁、千紘あい                                                                                             |
| 51               | 12月1日         | 清と月の砂漠                                                 | 鳥取県鳥取市・米子市                                               | 松木ひろし          | 佐藤敏弘   | 宮崎淑子、中島陽典、加藤純平、左右田一平、林美智子 |
| 52               | 1992年 1月5日   | 母子くんち太鼓                                               | 佐賀県唐津市                                                       | 山田隆之            | 西村潔     | 小柳ルミ子、目黒祐樹、正司花江、南美江 |
| 53               | 3月1日          | 清のニセ者さつまあげ                                         | 鹿児島県串木野市(現：いちき串木野市)・鹿児島市                     | 田上雄              | 小林俊一   | 西部里菜、太平サブロー・シロー、西岡徳馬、市毛良枝 |
| 54（SP）         | 4月5日          | 清・ジャングルの密会                                         | グアム                                                             | 中村勝行            | 松本明     | 香山美子、桐島かれん、佐川満男、堺正章 |
| 55               | 5月31日         | 清の桃太郎鬼退治                                             | 岡山県津山市                                                       | 杉村升              | 江上官     | 高橋かおり、山崎裕太、衣通真由美、沼田爆、正司歌江、梅宮辰夫 |
| 56               | 7月5日          | オホーツクに花が咲いた 北海道編                              | 北海道紋別市                                                       | 山田隆之            | 高井牧人   | 川上麻衣子、松村雄基、水野久美、粟津號 |
| 57               | 11月1日         | 清と伊勢と異星人                                             | 三重県伊勢市                                                       | 西部清              | 佐藤敏宏   | 佐野量子、おりも政夫、芦屋小雁、清水由貴子、桂春蝶、山口京子 |
| 58               | 1993年 1月10日  | 清が湖で釣った夢                                             | 北海道三笠市                                                       | 中村勝行            | 江上官     | 布施明、山本陽子、高岡健二、池田貴尉（子役） |
| 59               | 2月7日          | 清が誘拐されサァ大変                                         | 福岡県北九州市                                                     | 田上雄              | 高井牧人   | 西村晃、火野正平、相楽晴子、楠田薫、ふとがね金太、ばってん荒川、田畑猛雄 |
| 60               | 4月11日         | 清の鼻から八女提灯                                           | 福岡県八女市                                                       | 田上雄              | 高井牧人   | 小野寺昭、中丸新将、鳥居紀彦、由利徹、真野響子 |
| 61               | 5月16日         | 清のお見合い縁結び                                           | 北海道美深町                                                       | 保利吉紀            | 佐藤敏宏   | 畠田理恵、小林千登勢、薬丸裕英、三条泰子、林彰太郎、小田薫、水島涼太、中野英雄、しのざき美知                                                                                   |
| 62               | 8月22日         | イルカに乗った清                                             | 和歌山県高野町・大阪府岬町                                         | 杉本守              | 桜井秀雄   | 杉本彩、井手らっきょ、髙田次郎、布川敏和、竹中直人、木川かえる |
| 63               | 10月3日         | 逃げろ逃げろ!子連れの清の子守唄                              | 岩手県水沢市(現：奥州市)                                           | 山田隆之            | 高井牧人   | 黒木瞳、柳沢慎吾、倉沢淳美、ダニエル・カール、阿藤快、あき竹城、小金沢昇司 |
| 64               | 1994年 1月9日   | 生き神様になった清                                           | 青森県上北郡大間町                                                 | 林誠人              | 山像信夫   | 吉川十和子、野村昭子、谷村昌彦、ダ・カーポ、鹿内孝、宍戸開 |
| 65               | 2月20日         | 清と謎の美人絵灯籠                                           | 秋田県湯沢市                                                       | 田上雄              | 小野田嘉幹 | 小林幸子、赤座美代子、御木本伸介、飯塚雅弓、大石吾朗、真実一路 |
| 66（SP）         | 4月3日          | 1万羽のツルをサギ師に渡すな 清のお化け大作戦〜鹿児島・出水編 | 鹿児島県出水市                                                     | 田上雄              | 松本明     | 中村あずさ、阿部寛、柳生博、長内美那子、モト冬樹、原田大二郎、ガッツ石松、二瓶鮫一                                                                                             |
| 67               | 7月3日          | 清の焼おにぎり                                               | 和歌山県和歌山市                                                   | 綾部伴子            | 桜井秀雄   | 藤岡琢也、河合奈保子、新藤栄作、堀内正美、芦屋小雁、大木晤郎、衣通真由美、田畑猛雄、浜田ゆう子                                                                                 |
| 68               | 8月21日         | 清と自転車少年の夢                                           | 宮城県石巻市                                                       | 古長直美            | 平松敏男   | 木の実ナナ、佐々木勝彦、反田孝幸、由利徹、鈴鹿景子 |
| 69               | 10月9日         | 清のデカンショ節 丹波篠山編                                  | 兵庫県篠山町(現：丹波篠山市)                                       | 保利吉紀            | 松本明     | 津川雅彦、坂口良子、あいはら友子、桂文珍、島木譲二、羽野晶紀、西部里菜、坂田利夫、前田五郎、小倉久寛                                                                           |
| 70               | 12月4日         | 清の大島紬                                                   | 鹿児島県名瀬市・大島郡笠利町・龍郷町・住用村(現：奄美市)           | 中村勝行            | 高井牧人   | 早見優、長谷川明男、田畑猛雄、亀山忍、渡辺裕之 |
| 71               | 1995年 2月26日  | 清のファインプレー                                           | 山形県新庄市                                                       | 中村勝行            | 皆元洋之助 | 森川由加里、原ひさ子、高松しげお、庄司永建、ケーシー高峰、斉藤暁、三ツ矢歌子、美木良介                                                                                         |
| 72               | 4月9日          | 少女と清の母恋し                                             | 徳島県徳島市・兵庫県津名町(現：淡路市)                             | 杉本守 松田寿明     | 中山史郎   | 酒井和歌子、芦屋小雁、浜丘麻矢、日高澄子、チャンバラトリオ、荒勢永英、石立鉄男、前田吟                                                                                         |
| 73               | 5月7日          | 清とサクランボ娘                                             | 山形県東根市                                                       | 杉尾幸正            | 小野田嘉幹 | 沖本富美代、沖本美智代、河原崎長一郎、飯島愛、大林隆介、入江正徳、八名信夫、小野ヤスシ、松原智恵子                                                                             |
| 74               | 7月2日          | オロチに巻かれてサァ大変                                     | 島根県益田市                                                       | 林誠人              | 岡屋龍一   | 中江有里、秋野太作、なべおさみ、志賀泰伸、上楽敦子 |
| 75               | 10月1日         | 清も参ったわんぱく坊や                                       | 富山県高岡市                                                       | 保利吉紀            | 岡屋龍一   | 十朱幸代、佐藤侑輝、日向明子、片桐はいり、剣幸、西田健、渡辺篤史、早勢美里、三條美紀、立川志の輔                                                                               |
| 76               | 11月26日        | 清が行った竜宮城                                             | 広島県佐伯郡宮島町(現：廿日市市)                                   | 大野武雄            | 中山史郎   | 大塚寧々、ひかる一平、小坂一也、石橋保、岸本康子 |
| 77               | 1996年 1月7日   | フグと清と鉄人と                                             | 福岡県北九州市・山口県宇部市                                       | 田上雄              | 合月勇     | 小松千春、綿引勝彦、東幹久、沢田雅美、浜田ゆう子、橋本じゅん |
| 78               | 4月7日          | 清の手品はめぐりあい                                         | 福島県保原町(現：伊達市)                                           | 中村勝行            | 岡屋龍一   | 島田陽子、小野武彦、吉田亮、Mr.マリック、宝田明 |
| 79               | 6月2日          | 清が見た画家の秘密                                           | 石川県輪島市                                                       | 野上龍雄 松田寿明   | 江上官     | かとうれいこ、金田賢一、デーブ・スペクター、三ツ矢歌子、花かおる |
| 80               | 7月28日         | 清と三姉妹の宝探し                                           | 香川県引田町・白鳥町・大内町(現：東かがわ市)                       | 林誠人              | 土屋統吾郎 | とよた真帆、阿知波悟美、みやなおこ、山口京子、プリンプリン |
| 81               | 9月1日          | 清の湯煙り素麺                                               | 石川県加賀市・富山県砺波市                                         | 大野武雄 林誠人     | 土屋統吾郎 | 細川ふみえ、前田吟、麻丘めぐみ、芦屋小雁、浅田あつこ |
| 82               | 12月29日        | 清もびっくり!そっくり美人 沖縄編                             | 沖縄県国頭郡金武町・恩納村・中頭郡読谷村                           | 田上雄              | 合月勇     | 西村和彦、斉藤慶子、ジェリー藤尾、谷川昭一朗、ダチョウ倶楽部、織本順吉、辺見えみり、佐藤蛾次郎                                                                                 |
| 83（後期最終話） | 1997年 1月2日   | 清オーレ!最後の放浪                                          | 長崎県島原市・南高来郡深江町(現：南島原市)・国見町(現：雲仙市)     | 保利吉紀 松田寿明   | 松本明     | 牧瀬里穂、阿藤快、赤座美代子、松尾嘉代、森繁久彌、五代高之、松元ヒロ、山崎大輔                                                                                                 |

## 登場人物（塚地武雅版）
第1作：2007年9月1日『裸の大将 長野編〜放浪の虫が動き出したので〜』（平均視聴率＝18.4%）
第2作：2008年5月24日『裸の大将 宮崎編〜宮崎の鬼が笑うので〜』（平均視聴率＝11.2%）
第3作：2008年10月18日『裸の大将 山梨編〜富士山にニセモノが現われたので〜』（平均視聴率＝13.8%）
第4作：2009年10月24日『裸の大将 火の国・熊本編〜女心が噴火するので〜』※テレビ熊本開局40周年記念企画
- 山下清：塚地武雅
  - 今作の主人公。実在した画家の山下清がモデル。
- 米山ヨメ子：水川あさみ
  - 市幡学園の生徒→卒業生。清の世話係を自負、長野の温泉旅館の娘であるが、旅館の忙しさゆえに母親に相手にされない寂しさから、客の財布を奪うなどの万引きを行うことが癖となり、市幡学園へ。清が放浪で警察に保護されるたびに現地へ出向き、清の世話を焼く。風邪で寝込んだ時、清に介抱されたことがきっかけで清に特別な感情を抱くようになり「大きくなったら清さんのお嫁さんになる」と言っており、大団円の後舞台の地を後にした清を追い掛け回すのがお決まりのパターン。第4作には登場しない。
- 園長先生：津川雅彦
  - 市幡学園の園長。清の放浪癖に手を焼くものの、大目に見ているところがある。第4作には登場しない。山下清が在籍していた当時の八幡学園に勤務していた園長がモデル。
- 岡本：森本レオ
  - 旅回りの大衆演劇に出ていた清を見つけたことをきっかけに、清に付きまとう名古屋の怪しい画商で、清がお巡りさんと共に苦手とする人物。一応園長には清の追跡を報告する役目として動いてはいるが、清に絵を書いてもらうためには手段を選ばない所があり、第1作ではヨメ子の万引き癖を利用するなどして清を唆し、絵を書かせている。しかし、盗まれたり、絵の入った荷物が入れ替わるなどして、絵を現金に替えることには毎回失敗している。第1作では怪しげな面ばかりが強調されていたが、第2作以降はコミカルでどこか憎めない面が強調されるようになり、貼り絵を行う為のアトリエとしてホテルの一室を手配するなど面倒見のある一面も描かれている。清が放浪先で出会った人々に、清が有名画家であることを明かすのが役目のようになっている。
- 樽井（旅館の番頭）→佐々木刑事→鉄道員→山並伸吾（市役所職員）：鈴木拓
  - 各回ごとに役柄が変わる。主演の塚地とお笑いコンビ「ドランクドラゴン」を組んでいることから、雁之助版における、雁之助の弟で、彼と多くのシリーズで共演していた芦屋小雁のような位置取りであるといえる。
- 田中巡査：生瀬勝久
  - いつも清の放浪先で出くわすお巡りさん（たまたま、その地方に転勤したとおもわれる）。清の出で立ちや挙動から、不審者と決め付けて警察に連行するのがお決まりのパターンであるが、お腹を空かせた清に自分のおにぎりをあげたりする親切な一面もある。第2・4作には登場しない。

### 第1作
- みどり先生：久本雅美
  - 清が在学する市幡学園の先生。
- 留美：川島なお美
- 佐藤：温水洋一
  - 泥棒
- 新橋寿々（旅芸人の娘）：美山加恋
- 勝沼：ベンガル
- 谷田：六平直政
- 竹村：猫ひろし
  - 市幡学園の生徒。
- 清子：鷲尾真知子
- 正男：藤村俊二
  - 旅館の客
- 米山貞子：萬田久子
  - ヨメ子の母。

ほか

### 第2作
- 大場美津子：大塚寧々
  - 健一の母で、孝介の元妻。孝介とは離婚して息子の健一を孝介に引き取らせ、その後は居酒屋を経営するようになった。
- 矢部健一：澁谷武尊
  - 伸一郎の孫で、孝介と美津子の息子。両親が離婚して父の孝介に引き取られるが、母に会えないショックで暴れ出し、それがきっかけで声が出なくなってしまった。
- 矢部孝介：金子昇
  - 健一の父で、伸一郎の息子。元妻の美津子とは離婚して息子の健一を引き取った。
- 知事：東国原英夫（宮崎県知事（当時））
- パン屋のおばさん：柴田理恵
- 鈴木：ウド鈴木（キャイ〜ン）
  - コソ泥
- 遠山市子：久保田磨希
- 青田:きたろう
  - 市会議員
- 山下富士子：美保純
  - 少年時代の清の母。山下清の母がモデル。
- 大場きく江：野川由美子
  - 健一の母方の祖母で、美津子の母。
- 矢部伸一郎：梅宮辰夫
  - 健一の父方の祖父で、孝介の父。健一が母に会えないショックで暴れ出した直後に妻を病で亡くした。

ほか

### 第3作
- 仲田春子：岸本加世子
  - 吾一の妻で、蝶子の母。ブドウ園を営んでいる。夫の吾一が7年前に幻の蝶を探すための放浪に出て行ったきり家に戻って来なくなったため、娘の蝶子を女手1つで7年間育ててきた。吾一がもしそのまま家に戻って来ないようであれば彼とは離婚して勝己と再婚しようと考えていた。ちなみに離婚経験があり、吾一とは再婚であったため結婚式を一切挙げていなかった。
- 仲田蝶子：山本ひかる
  - 17歳の高校2年生。吾一と春子の1人娘。隼人とは同級生で幼馴染み。蝶子と言う名前は大の蝶好きな父の吾一から名付けられたが、そんな父は7年前に幻の蝶を探すための放浪に出て行ったきり家に戻って来なくなったため、それがきっかけで自分の名前である蝶子と言う名前が嫌いになった。
- 佐野隼人：中尾明慶
  - 17歳の高校2年生。勝己の1人息子。蝶子とは同級生で幼馴染み。10年前に母を病で亡くし、父の勝己により男手1つで育てられた。
- 佐野勝己：三浦浩一
  - 隼人の父。ワイン工場である佐野ワイナリーを営んでいる。妻を10年前に病で亡くし、息子の隼人を男手1つで育ててきた。7年前に夫の吾一と生き別れた春子と再婚しようと考えていた。
- 金山徳蔵：村松利史
  - 町会議員。吾一とは幼馴染みであり、その吾一の姿を7年ぶりに見た際には驚いた。いつも指名手配書をよく見ており、ブドウ園に武田の埋蔵金が埋まっていると清と吾一に嘘話をしてブドウ園を掘らせた黒岩と言う男が全国に指名手配されている詐欺師だと言う事にいち早く気付いていた。
- ニセ清：木村祐一
  - 本当は清ではないが、清と同じ格好としゃべり方をして清に成りすまし、しかも自身を本物の山下清と名乗っている。
- ニセ清のマネージャー：中村有志
  - 詐欺師であり、ニセ清を本物の山下清だと偽らせては偽物の絵を描かせ、それを売り捌いて金儲けを企んでいる。
- 黒岩虎夫：石橋蓮司
  - 今作に登場するもう1人の詐欺師であり、全国に指名手配されている。宝石のように光る石を金持ちになれる石だと騙しては人に売り捌いて金儲けを企んでいる。ある日放浪中の清と出会い、彼に石とおにぎりをあげたついでに彼が描いた逆さ富士の絵を金目な物として彼からもらう。そしてブドウ園には武田の埋蔵金が埋まっていると清と吾一に嘘話をして彼らにブドウ園を掘らせ（清が最初に古銭を掘り当てるが、実はその古銭は清と吾一が寝ている間に自身がこっそり掘って埋めた偽物だった）、更には東京へ行って業者に頼んで来ると偽って吾一から100万円（実はその100万円は町会議員の金山が出したのである）を騙し取って逃亡していった。その後逮捕されたのかは不明である。
- 仲田吾一：竹中直人
  - 春子の夫で、蝶子の父。大の蝶好きなため1人娘に蝶子と名付けた。春子とは18年前に結婚したが、当時は終戦直後であった事や春子が再婚であった事などがきっかけで結婚式を一切挙げる事が出来なかった。しかし7年前に結婚式を挙げると突然言い出すが多額の借金をしていたためそんな余裕が無く、その借金を消すため幻の蝶を探しに7年間ずっと放浪を続けた。放浪に出て7年後に生まれ故郷の山梨へ戻ってきた際に偶然放浪していた清と出会う。そして実家のブドウ園には武田の埋蔵金が埋まっていると詐欺師の黒岩に騙されて7年ぶりに実家へ戻り、その実家のブドウ園を清と共に掘り続け（清がまず最初に古銭を掘り当てるが、実はその古銭は自身と清が寝ている間に黒岩がこっそり掘って埋めた偽物だった）、それから過労で倒れて入院して肺炎となり生死の境をさ迷った。その後ブドウ園は清が掘り続けていたら偶然にも温泉が湧き出た。そして病状が回復して退院してからは春子との結婚式を無事に挙げ、それからは実家のブドウ園を夫婦で力を合わせて営む事にした。

ほか

### 第4作
- 赤星頑子：市原悦子
  - 医師であり、赤星診療所を営んでいる。名前の通り頑固で口うるさい性格だが腕のいい医者である。清とは山鹿灯籠踊りの際に偶然出会う。伊津野孝一郎はかつて自身の許嫁だったが破局した。しかしその孝一郎の若かりし頃の写真を今でも大切に持っている。
- 下城多美：石原さとみ
  - 赤星診療所に勤務する看護婦。
- 伊津野弘樹：山口翔悟
  - 多美の元婚約者で、孝一郎の息子。多美とは一応婚約したが破局した。
- 伊津野孝一郎：中尾彬
  - 弘樹の父。かつて頑子の許婚だったが破局した。しかし自身の若かりし頃の写真を頑子は今でも大切に持っている。
- 金田金太：柳沢慎吾
  - 詐欺師であり、ただのヘルメットは特別頑丈なヘルメットだと騙して売り捌き、そして水鉄砲はどんな火でも消せる消火器だと騙して売り捌いて金儲けを企んでいる。
- 下城矢菜子：あいはら友子
- 松五郎：火野正平
- 古閑麗子：森脇英理子
- 片岡一座座長：玄海竜二
- ：渋谷琴乃 ほか

## 主なゲスト出演者
雁之助版
- 五代高之 - 後期最終回 医師役
- 伊藤蘭
- 芦屋小雁
- 芦屋雁平
- 原田美枝子 - 第1回目のヒロイン
- 山田五十鈴
- 浅野ゆう子
- 荒木由美子
- 山本陽子
- 岸部一徳
- 早見優
- 明石家さんま
- 本木雅弘
- 渡辺裕之
- 西村晃
- 佐野浅夫
- 藤岡琢也
- 加賀まりこ
- 大場久美子 - 『やって来ました!裸の大将(17)・清のメルヘン旅芝居』の回に出演。
- 内藤武敏 - 『やって来ました!裸の大将(17)・清のメルヘン旅芝居』の回に出演。
- 森川正太 - 『やって来ました!裸の大将(17)・清のメルヘン旅芝居』の回に出演。
- でんでん - 『やって来ました!裸の大将(17)・清のメルヘン旅芝居』の回に出演。
- 星野知子 - 『尾道坂道春の雪』の回に出演。
- ケーシー高峰 - 『尾道坂道春の雪』の回に出演。
- 津川雅彦 - 雁之助版・前期には医師役、塚地版では園長先生役
- 名古屋章
- 朝丘雪路
- 布川敏和
- 藤田弓子
- 山岡久乃
- 角野卓造
- 竜雷太
- 薬丸裕英
- 日色ともゑ
- 小栗一也
- 柴俊夫
- 藤吉久美子
- 浅田美代子
- 前田吟
- 菅井きん
- 中丸新将
- 藤原紀香
- 織本順吉
- 原日出子
- 速水亮
- 左とん平
- 赤木春恵
- 芳本美代子
- 西岡徳馬
- 竹中直人 - 塚地版にも出演
- 野川由美子
- 蟹江敬三
- 美保純 - 塚地版にも出演
- 大和田獏
- 吉川十和子
- 鹿内孝
- 川上麻衣子
- 松村雄基
- ダニエル・カール
- 高橋かおり
- 小林幸子
- 御木本伸介
- 飯塚雅弓
- 真実一路
- 荒井注
- 中江有里
- 中居正広
- 秋野太作
- なべおさみ
- 山口達也
- 井川比佐志
- 綿引勝彦「第78話 フグと清と鉄人と－門司宇部」に出演（1996年1月7日放送）
- 沢田雅美「第78話 フグと清と鉄人と－門司宇部」に出演（1996年1月7日放送）
- 東幹久「第78話 フグと清と鉄人と－門司宇部」に出演（1996年1月7日放送） - 邦彦 役
- かとうれいこ
- デーブ・スペクター
- 細川ふみえ
- 太平サブロー・シロー
- 牧瀬里穂 - 雁之助版・後期での最終回のヒロイン
- 小林亜星 - おたまじゃくしの大将
- 木の実ナナ
- 石川優子
- 大塚寧々 - 雁之助版および塚地版ともヒロイン
- 島田陽子
- 宝田明
- Mr.マリック - 魔術師・魔竜役として登場
- 小野武彦
- 安達美加
- 江口由起
- 夢路いとし・喜味こいし
- 河合奈保子 第67話「清の焼きおにぎり」ヒロイン

塚地版
- 軽部真一 - フジテレビアナウンサー・友情出演：毎回違う役
- 佐々木六華 - UMKテレビ宮崎アナウンサー
- 赤間瞳 - UMKテレビ宮崎アナウンサー（出演当時）
- 蟹江一平：松山
- 白木万理：富慈子
- 渋谷天外：駅員
- 潮哲也
- 大河内浩
- 住田隆
- 大島蓉子：おにぎりをくれたおばさん
- 中野英雄：露店屋
- 深沢敦：剣道家
- 螢雪次朗
- 赤星昇一郎
- 酒井敏也
- 遠山俊也
- 近野成美：蝶子の先輩
- 三宅智子：フードファイター・おむすび大食い大会

など

## 主題歌
『野に咲く花のように』
- 作詞：杉山政美／作曲：小林亜星／歌：ダ・カーポ

小林は番組内の音楽も担当。また、雁之助版の初期では風貌そっくりの「オタマジャクシの大将」として出演している。なお、雁之助版の第1回は主題歌は流れていない。

この曲は後に数名のアーティストがカヴァーしており、塚地版では槇原敬之の歌うバージョンが劇中歌として使われた。

## 再放送
この作品は現在でも人気が高く、全国各地の放送局で再放送もされている。現在では「ルンペン」が放送禁止・差別用語に当たるとして、この部分を無音にして放送しているところもある。また、前期の最終回を放送せずに後期の放送をしたり、後期のみを放送することもある。なおDVD版およびCSのホームドラマチャンネルおよびBSフジではそのまま収録・放送している。BS12での再放送ではオープニングに『一部、現代の放送に相応しくない表現が含まれていますが、オリジナルを尊重しそのまま放送します。ご了承ください。』というテロップが流れた。
1993年4月にネットワークをフジ系から朝日系にチェンジした山形テレビでは、フジ系時代に放映したため放映権があり、チェンジ後も再放送されていたことがあった。
2011年8月からは、芦屋雁之助生誕80周年を記念して、ホームドラマチャンネルで芦屋雁之助シリーズの全話再放送が開始された（ただし、第13回は構成の都合上欠番で対象外）。
2013年9月30日より毎週月曜17時からBSフジで各2話分の放送が開始された（休止の場合あり。ただし、第13回やスペシャル版の回・最終回は対象外）。2014年6月30日から再び第1話から放送された。2015年4月7日からは毎週火曜17時から各2話分の放送となった。当日は第81話と第1話が放送された。これより3順目の放送となる。なおBSフジでは前述の対象外の回を除いて話数を数えているので, 第12回以後は実際の話数と異なっている。
2023年6月2日より毎週金曜20時からBS12で各2話分の放送が開始された（休止、対象外の回あり)。2024年4月18日より木曜19時からスペシャル版が放送。5月30日終了。
2025年1月20日より毎週月曜19時半からBS12でTVスペシャル版の放送が開始された。

## パロディ
このドラマの知名度から、雁之助の演じた清を真似たキャラクターのパロディを様々なタレントが演じていたり、パロディ化したキャラクターが漫画・ゲームなどに登場している。
テレビ番組
- フジテレビ系列『オレたちひょうきん族』のコント「タケちゃんマン7」内で、大平シロー（太平サブロー・シロー）が、『裸の大将』での雁之助と同じ衣装のキャラクター「雁之助はん」に扮した。セットの影などに潜んでいるところを、明石家さんまに見つけられ、「あら! 雁之助はん、何してはりますのん?」と突っ込みを入れられると、狼狽した様子でせきこみながら「いやっ! えらいとこ見つかってしもた!」（雁之助が『番頭はんと丁稚どん』でギャグとして使っていたフレーズ。）と一言残して去っていくという展開であった。これがきっかけで後の同コーナーに雁之助本人が本物の『裸の大将』として出演し、シローにはその事を知らせないままいきなり目の前に現れて、「コラー!」と一喝してシローを狼狽させた後に、「ありがとうね」とにこやかに声を掛けて握手を交わした。更にサブロー・シローは『裸の大将』に、「山下清のニセモノ(役名も「ニセ清」だった)とそのマネージャー」役としてゲスト出演している。
- クイズバラエティ番組『クイズ!紳助くん』（ABCテレビ）の1コーナー『なにわ突撃隊』のロケでお笑いタレントのたいぞうが「はだかのたいぞう」に扮した。
- 『突撃!ナマイキTV』（東日本放送）の1コーナー「ストロングスタイルのおかずの大将放浪記」で、ストロングスタイルの伊藤隆が白いランニングシャツと半ズボン姿で、米飯に合うおかずを求めるキャラクター「たかしさん」に扮して、相方の糸賀清和と共に宮城県内を放浪する。訪問した家ごとにその家庭の自慢のおかずを食して回り、返礼として「たかしさん」がその場で描いた絵を贈る。コーナーのテーマ曲も『裸の大将放浪記』と同じ『野に咲く花のように』が使用されている。一時期の休止期間を経て、2022年4月からは「帰ってきた ストロングスタイルのおかずの大将放浪記」というコーナー名で放送されている。

芸能人
- お笑いコンビ『ヤポンスキー』のボケ担当・小林英彦は、ステージ上では清を演じた雁之助に類似した扮装（坊主頭にランニングシャツに半ズボン）をしている。小林はネタに使うイラストを描いており「画伯」とも呼ばれている。
- 『三宅裕司のいかすバンド天国』（TBS系列）に出場し「イカ天バンド」を代表したバンドの一つ『たま』でパーカッションを担当した石川浩司は、清を演じた雁之助に類似した扮装（坊主頭にランニングシャツに半ズボン）をトレードマークとする。その風貌にちなみ、テレビ番組で「山下清」を正解としたクイズのヒントで引き合いに出されたり、雑誌の企画でコンビニエンスストアで販売されるおにぎりの食べ比べをすることもあった。またバンド解散後、映画『この空の花 長岡花火物語』では山下清役として出演している。

漫画キャラクター
- あさりよしとおの漫画『宇宙家族カールビンソン』の登場キャラクター「ガンちゃん」は、ガンヘッドと山下清がモデルとなっている。
- ゆうきまさみの短編漫画『裸の博士放浪記』の主人公である江戸大学の天才科学者「芦屋博士」は、タイトルや主人公の容姿・喋り方は『裸の大将放浪記』の山下清に類似し、キャラクターをゆうきお得意のマッドサイエンティストに置き換えている。
- 漫☆画太郎の漫画『珍遊記2』に登場するキャラクター「山下ムサシ」は、山下清をモデルにしている少年チンプのA級漫画家。主人公の山田太郎は彼の作品「パンダパンダ」の熱狂的なファンである。

ゲームキャラクター
- 任天堂のゲームボーイアドバンスソフト『ワリオランドアドバンス』に、敵キャラクター「キヨブー」が登場。ランニングシャツを着たブタのような風貌で、スケッチブックに敵キャラクターを描いてそれを実体化させる。
- 任天堂のゲームソフト『どうぶつの森』シリーズに登場するセイウチの「セイイチ」が登場。常に腹をすかせており、時折、村にやってきては食べ物を乞う。特に魚が好物で、魚をあげたプレイヤーには珍しい壁紙をプレゼントする。ランニングシャツにリュックサックといった風貌、食べ物の代わりに絵を描く、作中「放浪の画家」と呼ばれているなど、多分に『裸の大将放浪記』の山下清を意識したキャラクターである。

## 映画版

### 1981年製作（現代ぷろだくしょん版）
1981年7月21日、現代ぷろだくしょんによって劇場映画『裸の大将放浪記〜山下清物語〜』が制作され、松竹配給による全国公開となった。
この作品では制作会社の作風も強く影響し、ドラマのようなメルヘンチックなストーリーではなく、清の生涯を追ったヒューマンタッチな作品となっており、シリーズ定番衣装である山下清の「短パンにランニングシャツ」という場面での登場は一部のみで、学園の制服、半纏、着物、裸にタオル一枚といった服装も登場する。
この年の国際障害者年記念作品として制作されており、清が生まれ育った当時の障害者がおかれた社会的境遇、その中で才能がいかに芽生え、大成していったかを追う作品として仕上がっている。作中、母親は「障害のある子どもたちの親のほとんどは、子どもより先に逝かねばならない苦しみを恐れながら生き、自分が死んだ後の子どもたちの将来を憂いながら死んでいる」と残された障害児（者）たちの親の苦しみを訴え、清は才能と短命ゆえにまだ幸運な存在だったのだ という事など、障害者とその家族に対する理解と支援を強く訴える、メッセージ性の強い社会派作品でもある。そのため上記テレビドラマとは全く異なる内容から評価が分かれるが、様々な関連各機関より協賛および推薦を受けている。
なお映像ソフトはVHS、DVDともに北星を発売元として角川映画が発売協力および販売を行っている。

#### 映画版（あらすじ）
1934年、東京で暮らす小学生・山下清は障害を持ちながらも普通学級に通っていたが、ある日同級生とトラブルになる。清の母・ふじは息子の今後を心配し、担任の勧めで千葉県の児童支援施設・八幡学園(以下・学園)への転入を決める。転入後、貼り絵(ちぎり絵)を教わった清は、ほどなくして才能が開花して作品作りに勤しむ。
しかし1940年18歳の清は突然学園を飛び出し、ルンペンとなって親切な人たちからおむすびをもらって千葉県内を放浪する。すると後日、ある街の湯川家で下男として居候させてもらい、清は真面目に働き始める。しかし翌1941年、湯川家の子供から障害を理由に馬鹿にされる日々に耐えかね、再び放浪の旅に出る。徒歩で我孫子駅に訪れた清は、駅前の弁当屋・彌生軒(やよいけん)で住み込みで働かせてもらえることに。
彌生軒の人たちは清に優しくしてくれたが同年12月に戦争が始まり、同僚から「いずれお前にも兵隊検査の知らせが来る」と告げられる。軍隊に入りたくない清はこっそり彌生軒を後にし、以前顔見知りとなった魚屋で働き始める。だがそこでの仕事は障害のある清には苦労が多く、ある日突然魚屋を辞めて東京に帰ってしまう。清はふじと暮らした後、1943年21歳の頃に兵隊検査を受けるが幸いにも不合格となり、それを機に学園に戻って貼り絵の日々を送る。
1945年の終戦後、清が再び放浪の旅に出て日本各地を巡り、そのまま数年の歳月が流れた。その間、新聞に「消息を絶った日本のゴッホ・山下清はどこに？」と掲載され、清の存在が世間に知られるようになる。1954年ようやく放浪を辞めた清は、八幡学園の自身専用の部屋で貼り絵作りに精を出す。1961年、清(39歳)はヨーロッパや日本で展覧会を開催したり、障害者施設で貼り絵を教えるなど名実ともに有名画家となった。
1965年から「東海道五十三次」のスケッチ(貼り絵)旅行をするが、3年後多忙のせいか清の体に異変が生じ始める。旅から戻った清はふじと一緒に暮らしたが、1971年49歳のある日突然自宅で倒れてしまう。清は脳溢血と診断されて眠り続け、ふじは「もっとのんびり絵を描かせてやりたかった」と後悔の念が生じる。そんな中現れた障害児を持つ母親から「息子が絵を描き始めたのは清さんのおかげ」との言葉に、ふじの心は救われる。7月12日、ふじが息子にこれまでの労いの言葉をかけた後、清は最後の旅となる天国へと向かうのだった。

#### 映画版キャスト
山下清
演 - 芦屋雁之助、南沢一郎（少年時代）
吃音症らしき軽度の言語障害と知的障害がある。12歳の頃に小学校の同級生からいじめられ、担任の勧めにより八幡学園へ転入する。八幡学園でちぎり絵を学ぶが放浪するようになり、その後“日本のゴッホ”や“放浪の天才画家”として名が知れ渡る。1961年頃から公の場に出る時は、ベレー帽にスーツ姿となる。晩年はふじと弟家族と一緒に暮らし、自身に模した手作りの人形に毎晩その日の出来事を報告するようになる。
作中では、放浪の旅に出る理由について「八幡学園で毎日決まった時間に決められたことをするのに飽き、他の仕事をしてみたいから」と説明されている。旅に出たあと人から素性を聞かれた時は、実家や学園に戻されないよう「東京市浅草区田中町から来た。番地は覚えていない」と告げるようになる。作中では、周りの勘違いなどで数回警察に世話になったり、本人のミスにより走行中の機関車を緊急停止させるなど色々騒動となる。
清の母・ふじ
演 - 中村玉緒
作中では夫は登場せず、清と辰造を1人で育てている模様。小学生の清がいじめられていたことを知り、学校に訪れて校長、担任立会のもと加害者の母親たちに謝罪を求める。その帰り、内気な清に「ガキ大将みたいに強くなってほしい」と告げるが、これがもとで息子は教護院対象児となってしまい、担任の勧めで八幡学園に転入することとなる。障害がある清のことをいつも気にかけており、1960年代になると画家として有名になった清を陰ながら応援するようになる。
清の弟・辰造
演 - 芦屋小雁、森茂紘（子供時代）
清の小学校の担任・大野が自宅に来た際、兄がナイフらしきものを持っているのを見て驚かれたため、「紙でできてるから大丈夫だよ」と告げる。その後1961年のヨーロッパのシーンに登場。有名画家となった清のマネジャーのようなことを担当し、展覧会の主催者との交渉や清のサイン会の仕切りなどを務める。その後清の障害者施設での講演にも同行する。
辰造の妻・礼子
演 - 末永晶子
1971年頃のシーンに登場。ある日清が部屋で倒れているのを見つけ、急いで辰造に知らせる。後日、自宅に障害児の母(清水から来た母)が清に会いに来たことをふじに伝える。
辰造の子
演 - 浩（中村一途）、茂（中川晴史）
1971年頃のシーンに登場。清と共に両親たちと夕食を囲み、辰造がふじに「今日清が人前で立派に講演を務めた」という話を聞く。
式場俊三
演 - 草薙幸二郎
式場隆三郎の弟。清の「東海道五十三次」のスケッチ旅行に同行するが、道中清が高血圧による軽い眼底出血を起こしたため様子を見ながら旅行を続ける。脳溢血で倒れた清が眠り続け、たまに目を覚ましかけるが時計を見るとすぐ睡眠に戻るという状態になる。
松岡一衛（いちえ）
演 - 椎名泰之
とある地方の青年団所属の青年。青年団主催で清の展覧会の開催を企画し、ヨーロッパ滞在中の辰造との交渉のため、わざわざ日本から会いに行く。後日開かれた展覧会で、清が一部の来場者から心ない言葉を聞いてしまい、傷ついた彼を励ます。
久保寺園長
演 - 矢野宣
八幡学園園長。キリスト教徒。見た目から“タレ目のヤギさん”というあだ名がある。清に「人の物を盗んではいけない」ということを教えるため、パンを盗んだ男(ジャン・バルジャン)の話(詳しくはレ・ミゼラブルを参照)を伝える。後日、清たち生徒のちぎり絵により学園の評価が上がり、ちぎり絵を指導した渡辺の尽力を称える。
園長の娘・美弥子
演 - 永井典子、山田有（少女時代）
清から「キレイ」と評されており、異性として好かれている。1943年頃には実の妻となる。
渡辺実
演 - 山口崇
八幡学園の教師。作中では、貼り絵(ちぎり絵)の発案者とされ、入園したばかりの清にちぎり絵のやり方を教える。朗らかな性格で清たち生徒を温かく見守り、清から「父ちゃんになってもらいたい」と言われるほど好かれるようになる。後日清が教わっていた小学校教師・大野が学園に訪ねてきたため応対する。
酒巻先生
演 - 遠山伸子
八幡学園の職員。生徒たちの汚れた服を洗濯するなどしている。顔が犬の狆(ちん)に似ていることから、「ちんころ」というあだ名がある。その後清が知らぬ間に私物を持って学園から出ていってしまったことに気づき、慌てて園長に伝える。
式場隆三郎
演 - 根上淳
医師で、八幡学園の顧問医。八幡学園の生徒となって間もない清のちぎり絵を見て才能を感じ、「日本のゴッホだ」と評する。戦後、「清の才能を伸ばすのが天から与えられた仕事」と称して目をかけるようになる。その後自身編纂(へんさん)の山下清作品集や「はだかの王様・山下清の絵と日記」という本を出版する。しかしこのことで新聞記者から「山下清を食い物にしている」などと評される。
大野先生
演 - 沼崎悠
小学校教師で清の担任。清が3人の同級生から暴行を受けるいじめが発覚した後、本人とふじ、加害者3人の母親との話し合いの場を設ける。その席で加害者の母親たちの前で清の優しい人柄を称え、担任としてふじにいじめが起きたことを謝罪する。
校長
演 - 古今亭志ん馬 (6代目)
清が通う小学校の校長。清へのいじめの話し合いの場に同席する。事なかれ主義な人物で、加害生徒の母3人から1人5円計15円を預かり、見舞金としてふじに渡していじめを穏便に済ませようとする。
湯川静香
演 - 磯村みどり
ある日自宅にやって来た清から「身寄りがなく、頭は悪いけど一生懸命働く」と聞いて不憫に思い、下男として住み込みで働かせてあげる。後日尋ねてきた増山巡査から清について「家庭教師でも雇ったのか？」と言われ、思わず吹き出しながら否定する。
湯川の娘・光子
演 - 牛崎照美
静香の娘。年は今で言う小学校高学年ぐらい。母親から清と一緒に魚屋へのお使いを頼まれる。障害者である清のことを見下しており、悪口を言う。
湯川の息子・真澄
演 - 塩見健治
静香の息子。光子の弟。年は今で言う小学校低学年ぐらい。光子と同じく清に冷たく接する。
増山巡査
演 - 梅津栄
湯川家がある街の駐在所のおまわりさん。ある日光子の後を歩く見慣れない男(清)を不審人物扱いし、湯川家に尋ねて来る。清を“感化院から逃げ出してきた”と疑い、威圧的に素性を聞こうとする。
加藤清五郎
演 - 牟田悌三
湯川家と同じ町内の魚屋「清魚」(うおせい)の店主。前妻を亡くしており、現在は後妻と暮らしている。ある日お使いに来た清が、鯛を触りながら「腐っても鯛」などと言ったため叱る。その後、彌生軒から逃げ出した清を住み込みで働かせる。
加藤の後妻・銀
演 - 浅井やよい
清五郎に連れられて初めて自宅に来た清に食事をもてなす。清五郎の前妻の遺影を見た清から「代用の女将さん」などと前妻と比べられたため機嫌を損ねる。
加藤の息子・義一
演 - 井口好一
「魚清」の従業員。
加藤の弟・清十郎
演 - 小鯖勇
「魚清」の従業員。他の従業員より作業に時間がかかる清に、「まだできていないのかい」と文句を言う。
銀の妹・美代
演 - 石村和子
植田浩太郎
演 - 江戸家猫八
我孫子駅前の弁当屋・彌生軒(やよいけん)の経営者。清の身の上を聞いた上で、住み込みで雇う。1941年12月8日のラジオで日本海軍が真珠湾を攻撃したと聞き、「戦争で日本軍が勝てば地元住民が祝賀会を開くだろうから弁当が売れる！」と喜ぶ。
植田の妻・さと
演 - 塩沢とき
彌生軒の女将。店の金庫番で、経理などを担当。「頭が弱くて体も弱い」という清に、「体は丈夫そうだけどね」と感想を述べる。清が雇われた直後に駅構内で駅弁を売ろうとしたが、おつりの計算ができずにお札をもらって帰って来たため呆れる。ある日売り物のアイスクリームの減りが早いため、清に「従業員の誰かが盗み食いしていたらこっそり教えておくれ」と頼む。
渡辺
演 - 横山あきお
彌生軒の従業員。出来上がった弁当を売り子たちに必要な数を聞いて渡す作業を担当。仕事でミスが多い清が、紙による弁当の飾り貼りだけは上手いことを褒める。
春
演 - 根岸明美
彌生軒の従業員。具材を弁当に詰める作業を担当。真珠湾攻撃直後、清に「お前も来年兵隊検査に呼ばれるはずだから、お国のためにしっかりするんだよ」と声をかける。
野本
演 - なべおさみ
彌生軒の従業員。たすきのついた箱状の容器に駅弁などを乗せるスタイルで、駅のホームで停車中の乗客相手に駅弁を売る業務(売り子)を担当。面倒見のいい性格で、良き先輩従業員として清の世話を焼く。真面目過ぎる清に、「要領よくテキトーに気を抜いて仕事した方がいい」と助言する。
農家のおかみ
演 - 内海桂子
千葉県在住。18歳の清が初めて放浪の旅に出かけた後、たまたま自宅に訪れる。清におむすびと味噌汁をごちそうしながら、彼の住所や両親について話を聞き、一晩泊めてあげる。
煙草屋のおばさん
演 - 内海好江
とある田舎のタバコ屋で働く。開戦後の米が配給制となった頃、放浪中の清から「おむすびを下さい」と言われて応対する。
易者
演 - 大泉滉
山王祭で祭りに来た清を占う。清の顔を見て、「生まれながらの頭の持ち主。天下の秀才」などと告げる。続けて手相を見て「女難の相が出ておる」と告げる。
矢田喜美雄
演 - 小松政夫
新聞記者。戦後、新聞社で式場隆三郎からの電話を受け、少年時代に貼り絵の天才と言われながら放浪の旅に出たままの清の「居所を探してほしい」と頼まれる。後日清が鹿児島県にいるとの情報をつかみ、同僚に電話で「ライバル社に先を越されないように」と伝える。その後清のヨーロッパでの展覧会に訪れ、高松宮夫妻の来場にあたり、清に挨拶を促す。
清水から来た母
演 - 夏川かほる
障害がある中学生ぐらいの息子と母一人子一人で暮らしている。ある日息子が通う学校に清が臨時の絵の講師として訪れたのを見学する。後日清の自宅に訪れて、応対したふじに「その日以来、息子が絵を描くようになった」と感謝を述べる。
ほか

#### スタッフ
- 監督・脚本・製作者：山田典吾
- プロデューサー：山田火砂子、宮川孝至
- 原作：山下清「裸の大将放浪記」（ノーベル書房）
- 監修：式場俊三
- 音楽：渋谷毅
- 主題歌：小坂忠「水たまりの詩」（作詞：山田典吾、作曲：渋谷毅）
- 撮影：原一民
- 美術：木村威夫、丸山裕司
- 助監督：須藤公三、安藤隆章、増田天平、嵩村裕司
- 音響効果：福島音響
- 現像：東映化学
- スタジオ：にっかつスタジオセンター
- 撮影協力：全日本空輸、鹿児島市、指宿市、城山観光　ほか

#### 協賛・後援
- 全日本精神薄弱児（者）育成会
- 日本精神薄弱者愛護協会
- 国際障害者青年日本推進協議会
- 全国特殊教育推進連盟
- 全国社会福祉協議会

#### 受賞・推薦団体
- 東京都知事推奨 健全映画鑑賞会特薦
- 日本映画ペンクラブ 優秀映画鑑賞会 招待作品
- 日本PTA全国協議会
- 全国高等学校視聴覚教育研究協議会
- 東京都教職員組合 映倫青少年映画審議会
- 東京都地域婦人団体連盟 東京都母親大会連絡会
- 中央青少年団体連絡協議会
- 神奈川県児童福祉審議会

## 番組関連施設
1994年4月、土産物販売会社が京都市右京区嵯峨鳥居本六反町に「裸の大将記念館」を開設。ビデオ上映、ドラマのスチル写真展示、山下清の作品展示などを行っていた。芦屋雁之助版ドラマ終了とともに客足が遠のき、2000年12月10日閉館。